# Renatinho (Fußballspieler, 1982)
1. WEITERLEITUNG Luiz Renato Viana da Silva